# Walerian Bogusławski
Walerian Tadeusz Bogusławski h. Ślepowron (ur. 15 grudnia 1895 w Warszawie, zm. w kwietniu 1940 w Katyniu) – major dyplomowany kawalerii Wojska Polskiego, inżynier, ofiara zbrodni katyńskiej.

## Życiorys
Syn Tadeusza i Marii z Rzewuskich. Absolwent Gimnazjum im. Konopczyńskiego w Warszawie (matura w 1912) i Wydziału Rolnego Wyższej Szkoły Gospodarstwa Wiejskiego (1914), uzyskał dyplom inżyniera.
Powołany do armii rosyjskiej, brał udział w I wojnie światowej. Dowodził plutonem i zwiadem konnym. W 1916 wstąpił do Akademii Wojskowej Prawniczej. Od sierpnia 1917 w I Korpusie Polskim jako dowódca zwiadowców konnych. 12 listopada 1917 awansował do stopnia podporucznika. Po zakończeniu I wojny wstąpił do Wojska Polskiego. Wcielony do 7 Pułku Ułanów Lubelskich. W trakcie organizacji pułku tworzył pluton łączności,  a następnie przeniesiony w 1920 na funkcję adiutanta 201 Pułku Szwoleżerów. Brał udział w wojnie 1920. 10 października 1920 został ranny.
Po zakończeniu działań wojennych służył w 3 Pułku Szwoleżerów (był w 1923, 1924, 1928) w stopniu rotmistrza (ze starszeństwem z dniem 1 czerwca 1919 i 320 lokatą w korpusie oficerów jazdy). Pełnił funkcję komendanta garnizonu w Wołkowysku. Ukończył kurs w Centrum Wyszkolenia Kawalerii w Grudziądzu. 2 kwietnia 1929 został mianowany majorem ze starszeństwem z 1 stycznia 1929 i 13. lokatą w korpusie oficerów kawalerii. W lipcu tego roku został przesunięty na stanowisko kwatermistrza. W marcu 1930 został przeniesiony na stanowisko szefa taborów przy 9 Dywizji Piechoty w Siedlcach. Z dniem 5 stycznia 1931, po odbyciu praktyki w 15 Pułku Artylerii Polowej w Bydgoszczy i 59 Pułku Piechoty w Inowrocławiu oraz ukończeniu Kursu próbnego przy Wyższej Szkole Wojennej, został powołany do Wyższej Szkoły Wojennej w Warszawie na dwuletni kurs 1930/32. Z dniem 1 listopada 1932, po ukończeniu kursu i otrzymaniu dyplomu naukowego oficera dyplomowanego, został przeniesiony do Dowództwa Okręgu Korpusu Nr X w Przemyślu na stanowisko szefa Referatu Materiałowego i Wydziału Mobilizacyjnego. W październiku 1935 został przeniesiony do Sztabu Głównego na stanowisko delegata przy Dyrekcji Okręgowej Kolei Państwowych w Warszawie. W marcu 1939 pełnił służbę w 24 Pułku Ułanów w Kraśniku na stanowisku dublera I zastępcy dowódcy pułku.
W czasie kampanii wrześniowej 1939, w nieznanych okolicznościach, wzięty do niewoli przez Sowietów i osadzony w obozie jenieckim w Kozielsku. Między 11 a 12 kwietnia 1940 przekazany do dyspozycji naczelnika smoleńskiego obwodu NKWD – lista wywózkowa  022/3 z 9 kwietnia 1940. Został zamordowany między 13 a 14 kwietnia 1940 przez funkcjonariuszy NKWD w Lesie Katyńskim i tam pogrzebany w bezimiennej mogile zbiorowej, gdzie od 28 lipca 2000 mieści się oficjalnie Polski Cmentarz Wojenny w Katyniu. W miejscu tym prowadzone były ekshumacje i prace archeologiczne, jednak nie został zidentyfikowany podczas ekshumacji prowadzonej przez Niemców w 1943 (przypuszczalna pozycja na liście AM 1249 oraz liście Komisji Technicznej PCK 01249). Krewni do 1958 poszukiwali informacji przez Biuro Informacji i Badań Polskiego Czerwonego Krzyża w Warszawie.
Walerian Bogusławski był żonaty z Wandą z Kuleszów, z którą miał dwóch synów.

## Ordery i odznaczenia
- Krzyż Walecznych (trzykrotnie)[2]
- Złoty Krzyż Zasługi (17 marca 1930)[23]
- Medal Niepodległości (17 września 1932)[24]
- Medal Pamiątkowy za Wojnę 1918–1921[14]
- Medal Dziesięciolecia Odzyskanej Niepodległości[25]
- Krzyż Kampanii Wrześniowej – pośmiertnie 1 stycznia 1986[26]
- Kawaler Orderu Legii Honorowej (Francja, 1922)[27]
- Medal Międzysojuszniczy „Médaille Interalliée”[25]

## Upamiętnienie
- 5 października 2007 minister obrony narodowej Aleksander Szczygło mianował go pośmiertnie na stopień podpułkownika[28][29][30]. Awans został ogłoszony 9 listopada 2007 w Warszawie, w trakcie uroczystości „Katyń Pamiętamy – Uczcijmy Pamięć Bohaterów”[31][32][33].
- Tablica na Cmentarzu Powązkowskim[34].
- 14 kwietnia 2010, w ramach akcji „Katyń... pamiętamy” / „Katyń... Ocalić od zapomnienia”, staraniem Starostwa Powiatowego w Łasku i Zespołu Szkół Ponadgimnazjalnych nr 2 w Łasku, został posadzony Dąb Pamięci[35][36], honorujący Waleriana Bogusławskiego.